# Torneo de Moscú 2010
El Torneo de Moscú es un evento de tenis que se disputa en Moscú, Rusia,  se juega entre el 18 y 24 de octubre de 2010.

## Campeones

### Individuales Masculino
Viktor Troicki vence a  Marcos Baghdatis, 3–6, 6–4, 6–3.

### Individuales Femenino
Victoria Azarenka vence a  María Kirilenko, 6–3, 6–4.

### Dobles Masculino
Ígor Kunitsyn /  Dmitri Tursúnov vencen a  Janko Tipsarević /  Viktor Troicki, 7–6(8), 6–3.

### Dobles Femenino
Gisela Dulko /  Flavia Pennetta vencen a  Sara Errani /  María José Martínez Sánchez, 6–3, 2–6, [10–6].